# Wiślica-Platte

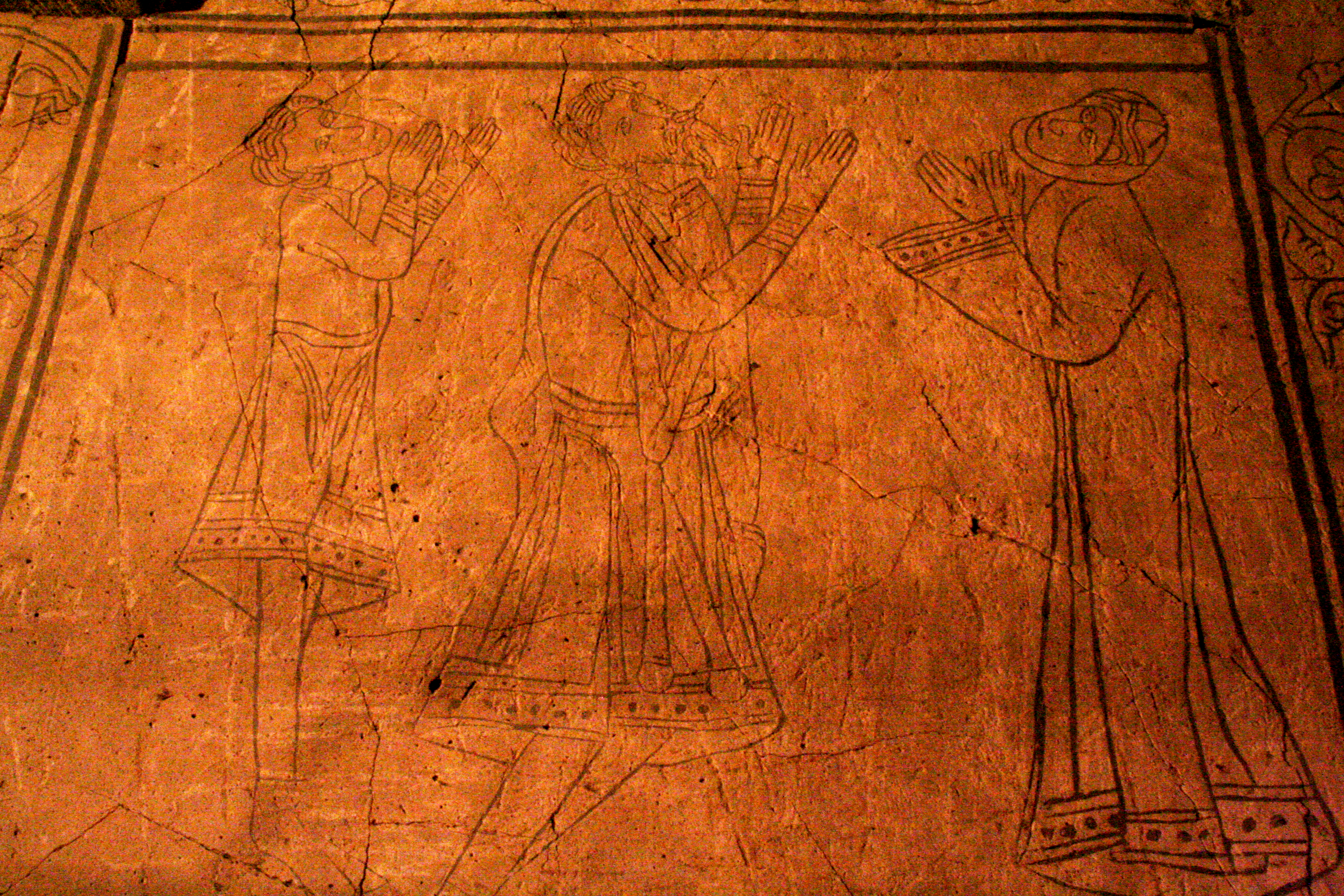
Oberer Teil der Grabplatte

Die Platte von Wiślica ist eine romanische Grabplatte aus den Jahren 1175–1177 in der Krypta der Stiftsbasilika Mariä Geburt in Wiślica in Polen. Sie wurde bei archäologischen Arbeiten in den Jahren 1959–1960 entdeckt und gilt als eine der ältesten erhaltenen Grabplatten in Polen. Sie befand sich in dem romanischen Vorgängerbau der heute gotischen Stiftsbasilika. Auf der Platte befindet sich der lateinische Schriftzug Hi conculcari querunt ut in astra levari possint et pariter ve... sowie mehrere Abbildungen von Menschen und Pflanzen. Als Stifter gilt der Seniorherzog Kasimir der Gerechte, der sie für seinen Bruder Heinrich von Sandomir, der 1166 auf einem Kreuzzug gegen die Pruzzen fiel, errichten ließ. Neben den beiden Brüdern sind auf der Grabplatte auch Helena von Znojmo, die Ehefrau von Kasimir, sowie der gemeinsame Sohn Bolesław abgebildet. Nach anderer Auffassung ist anstelle von Kasimir dessen älterer Bruder Bolesław Kraushaar abgebildet, der 1173 verstarb.